# Дворец культуры железнодорожников (Рига)
Дворец культуры железнодорожников Рижского отделения Прибалтийской железной дороги — учреждение культуры крупнейшего трудового коллектива Латвии в здании, строительство которого было завершено в 1976 году на улице Суворова, 7. В 1988 году во дворце работало 48 коллективов и кружков художественной самодеятельности, количество их участников достигало 1000 человек. Все они занимались бесплатно.
В 2004 году в реконструированном здании ДК открылся Дом Москвы.

## Создание клуба
На месте, где впоследствии был построен 4-этажный Дворец культуры, после Великой Отечественной войны находилось здание кинотеатра «Прогресс», переданное Прибалтийской железной дороге для культурно-массовой работы и организации клуба для работников Рижского отделения.
В 1966 году рижский архитектор Марк Синица (Балтийский железнодорожный проектный институт) получил задание разработать проект расширения этого здания с созданием киноконцертного зала на 600 мест, библиотеки, кафе, помещений для культурно-массовой работы. Однако после инженерного обследования выяснилось, что использовать построенное в конце XIX века здание невозможно, так как оно не полностью кирпичное, а засыпное. Небольшая площадка не позволяла спроектировать здесь здание с размахом, однако близость к центру и к вокзалу склонила руководство Прибалтийской железной дороги в пользу продолжения проектирования именно в этом месте. Архитектор спланировал здание с высокой плотностью застройки, в 6 этажей (включая подвальный), узким фасадом в сторону улицы Суворова и длинным в сторону улицы Алфреда Калныня.
Первоначально строительство планировалось начать в 1968 году и завершить в 1970-м, однако реализацию проекта пришлось отложить. В 1972 году был закончен бетонный каркас здания, начались внутренние работы. Здание возводили СУ-310 треста «Балттрансстрой» и Рижская дистанция гражданских сооружений Управления Прибалтийской железной дороги. Их работа была принята с высокой оценкой.
ДК был открыт 13 июля 1976 года, его первым директором был А. Булушев. Во дворце начали работать около 30 коллективов, в том числе любительская киностудия, кружок детского технического творчества для моделирования железнодорожного транспорта, смешанный хор, духовой оркестр, театр эстрадных миниатюр. В них могли заниматься не только железнодорожники и их дети, но и жители близлежащих микрорайонов.

## Дом Москвы

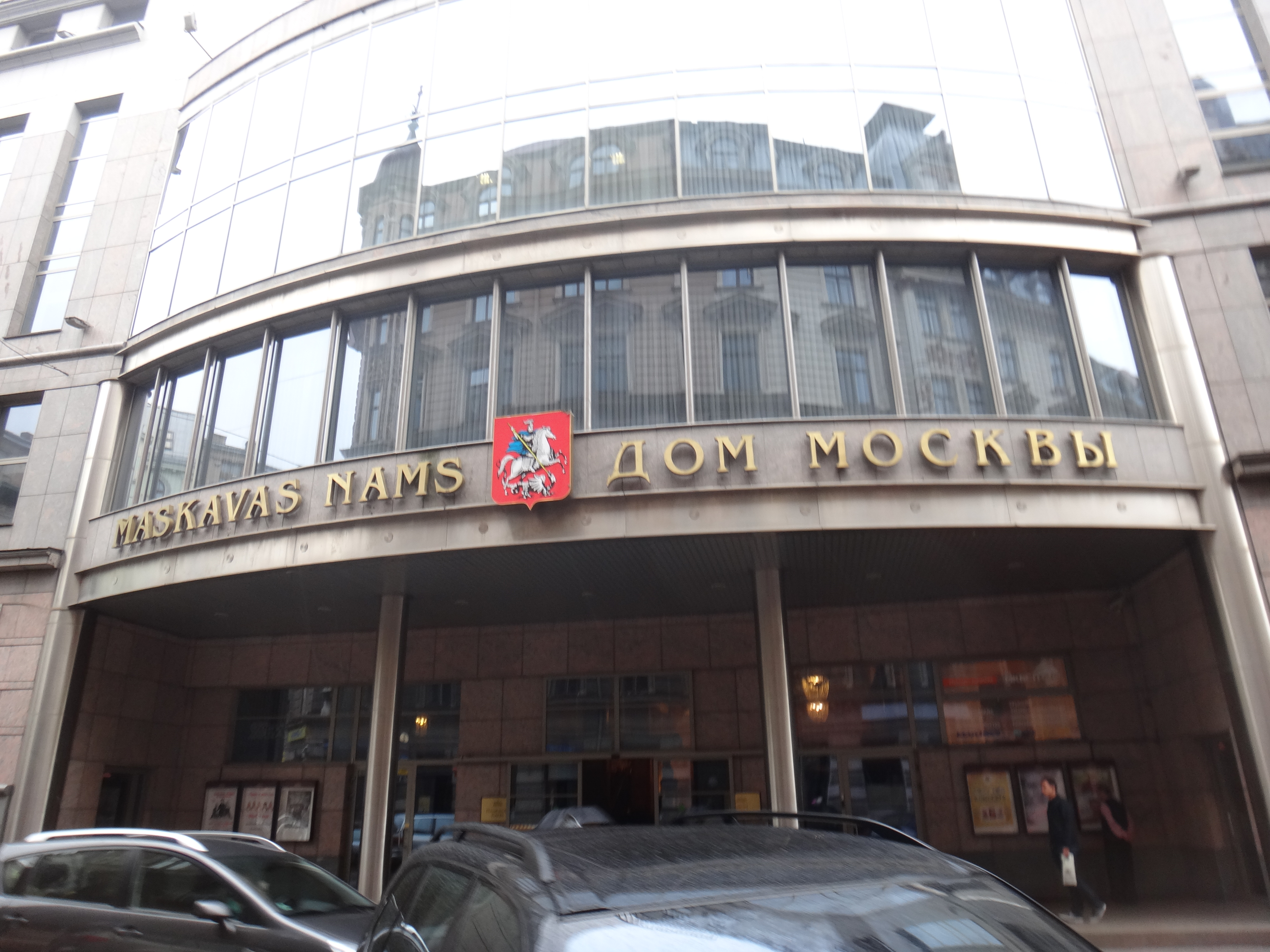
Фасад по ул. Алфреда Калныня, 2012 г.

В начале 2000-х годов госпредприятие «Латвийская железная дорога» продало дворец правительству Москвы в обмен на равноценное в Москве. Реконструкция здания по проекту главного архитектора Москвы М. М. Посохина велась на средства российской столицы и обошлась в сумму свыше семи миллионов долларов. Технический проект выполнил рижский архитектор Эдуард Гейер, работы провела архитектурно-строительная фирма «Бугрофф» (руководитель Александр Бугров). В отделке здания использованы элементы «московского стиля»: мрамор, гранит и бронза, в большом зале — огромные хрустальные люстры, в фойе — массивные бронзовые светильники. После реконструкции площадь здания выросла в полтора раза, до 4500 квадратных метров. Был оборудован киноконцертный зал на 400 мест, конференц-зал на 100 мест и выставочные помещения, классы для балетных, танцевальных и театральных студий, а также около тысячи квадратных метров для офисов. Первым директором латвийского акционерного общества «Московский культурно-деловой центр — Дом Москвы» стал Юрий Силов, председателем совета — министр правительства Москвы В. И. Малышков, председателем Правления — заместитель начальника департамента внешнеэкономических и международных связей столицы В. В. Лебедев.
В мае 2004 года Дом Москвы торжественно открыли мэр Москвы Ю. М. Лужков и мэр Риги Г. Ю. Боярс. На этой площадке проводились «Ёлки мэра Москвы» и Деда Мороза из Великого Устюга, празднование «Масленицы», православного Рождества и Татьяниного Дня, Дня Победы, показы театральных спектаклей, фестивали «Станиславский. ЛВ» (студентов театральных вузов России) и «Московская премьера в Риге» (кино), творческие встречи с режиссёрами, артистами, деятелями культуры. Здесь также проходили мероприятия, приуроченные к Дню России и Дню Москвы.
Свыше 600 детей занимаются в шести танцевальных коллективах, драматическом детском театре, оркестре русских народных инструментов.

### Библиотека
С 22 мая 2018 года в Доме Москвы размещается библиотека имени Николая и Михаила Задорновых, основанная сыном в память отца на улице Альберта, но по его смерти перенесённая в Дом Москвы.